# Steleoceromys anthracina
Steleoceromys anthracina är en tvåvingeart som beskrevs av Grunberg 1915. Steleoceromys anthracina ingår i släktet Steleoceromys och familjen vapenflugor. Inga underarter finns listade i Catalogue of Life.